# Ediciones Toray
Ediciones Toray, S. A. va ser una editorial ubicada a Barcelona, l'edició de quaderns de còmics l'inicia el 1945, els més importants còmics en aquest format varen ser, Azucena, (1946) i un clàssic del gènere bèl·lic com es Hazañas Bélicas (1948). Fins a la dècada dels noranta, també va publicar llibres de literatura popular, a més dels quaderns de còmics.

## Història
Ediciones Toray va ser una empresa instal·lada a Barcelona, els propietaris eren dos socis, Antonio Torrecillas i del Cerro i Antonio Ayné Arnau, el nom era el resultat de les tres primeres lletres de TORrecillas, i d'AYné, així quedava TORAY. El primer, notari de Barcelona i el segon, dibuixant. Manel Dominguez Navarro. va ser un guionista i redactor de l'editorial, i en una entrevista que li va fer Manuel Barrero, al nº 5, Segona Època, de la revista en línia Tebeosfera, parla dels propietaris de l'editorial i explica que «Antonio Ayne era un home força taciturn, amb un sentit de l'humor força british, pero un clar exponent de la burgesia catalana. Tenia un soci, Torrecillas, que no es passava mai per l'editorial».
Toray, molt aviat va demostrar que era una empresa editorial que sabia interpretar el joc de l'oferta i la demanda. La publicació de quaderns de còmic s'inicia l'any 1945, amb dos títols del gènere romàntic o còmic femení, Mari Carmen i Estrella. L'any 1946, inicia la publicació, del quadern de còmic femení, Azucena i l'any 1948, el còmic bèl·lic Hazañas Bélicas. Aquestes dues publicacions varen acabar sent un clàssic, dins el format de quadern de còmic. Ediciones Toray, a més de còmic també va publicar llibres didàctics, contes il·lustrats i novel·la popular i juvenil. Entre d'altres hi ha, Puck, Los tres investigadores o bé Los Hollister.

## Col·laboradors - Treballadors
Manel Domínguez Navarro, va entrar a treballar-hi a, l'any 1957, com a noi dels encàrrecs, a més, va fer gradualment de corrector, redactor, publicista i redactor, fins al 1995, en què va plegar i va anar a treballar per Josep Toutain, al cos de redacció de Selecciones Ilustradas. El 1965, torna a entrar a treballar a Toray com a corrector, redactor, publicista i redactor. Amb una remuneració, a part del seu sou i en hores lliures comença a escriure guions per a les sèries Azucena, Susana, Rosas Blancas, Brigada Secreta, Hurón, Sioux, Espionaje, Novelas Gráficas, Las Enfermeras, Robot 76, i alguna altra. El 1967, deixa de treballar definitivament per Toray i torna a treballar per Toutain.
Eugenio Sotillos Torrent, era el cap de redacció de la secció de comics. Com a guionista de comics va treballmar en un bon nombre de publicacions, la seva obra més coneguda és Jhonny Comando y Gorila.
Jorge Gotarra, era redactor i va col·laborar com a guionista a les publicacions, Hazañas Belicas, Hurón, Hombres Famosos i La Historieta.
Alguns dels dibuixants que varen treballar per l'editorial foren Borrell, Boixcar, Carmen Barbarà, Carrillo, Darnís, Francisco Mora, J.Juez, G.Iranzo, Joan Boix,  Longarón, Maria Pascual, Pedro Bertran i Xavier Musquera.

## La Redacció de Còmics
A la redacció de còmics, hi havia un cap de redacció (Eugenio Sotillos) i dos redactors (Jordi Gotarra i Manel Domínguez). El de cap de redacció (Sotillos) decidia quin guionista i quin dibuixant es farien càrrec d'un projecte, el redactor (Gotarra) contactava amb el guionista i el dibuixant assignats i els encomanava el treball. Una vegada fet el treball, el cap de redacció l'aprovava, li entregava al redactor (Gotarra) i aquest li entregava a l'altre redactor (Manel Domínguez) que el corregia. Amb el guió, es corregia l'estil i en el cas del dibuix, es llegia el guió comparant-lo amb els dibuixos, i comprovant que la versió del dibuixant s'ajustava al text del guió.

## Publicacions de còmic
Uns dels èxits més destacats d'Ediciones Toray varen ser, per una banda, la Colección Azucena, aquesta es va començar a publicar l'any 1946 i després d'una segona sèrie l'any 1947, va superar els mil números, en aquesta sèrie les històries eren sempre completes i, per tant, autoconclusives, l'èxit d'aquesta sèrie va marcar també l'èxit i l'inici de la popularitat del Còmic femení. Molts dels quaderns eren escrits i dibuixat per homes, J.B.Artés, Mariano Hispano i Emilio Giralt entre d'altres, a la sèrie d'Azucena també va donar entrada al món professional del còmic a dones guionistes, Victoria Sau, i dibuixants, Rosa Galcerán, María Pascual, Carme Barbarà i Juanita Bañolas.
Hazañas Bélicas va ser un altre dels grans èxits d'Ediciones Toray, es va publicar per primera vegada l'any 1948, el seu creador va ser Boixcar, pseudònim de Guillermo Sánchez Boix, la sèrie estava ambientada majoritàriament a la Segona Guerra Mundial.
A la dècada dels quaranta, es varen publicar col·leccions d'aventures i de western, amb títols com: El Capitan Coraje, El Diabló de los Mares, La Vuelta al Mundo de dos Muchachos, Zarpa de Leon  o Rayo Kid.
El 1958 es comença a publicar el quadern apaïsat de còmic femení titulat Rosas Blancas, se'n publicaren un total de 378 més tres extraordinaris.
| \| Títol \| Format \| Enquadernació \| Preu \| Mides \| Dibuixant \| Guionista \| Anys \| Núm.Publicats \| Notes \| \| Mari Carmen \| Quadern \| Grapat \| 2 pts. \| 22 x 32 cm. \| Varis \| Varis \| 1945 \| 4 ? \| Còmic Femení \| \| El Matrimonio Cocovi o la pareja atribulada \| Quadern \| Grapat \| 2 pts. \| 24 x 17 cm. \| sense dades \| J. JUEZ \| 1945 \| 1 \| Còmic Femení, infantil \| \| Moscón y Polilla \| Quadern \| Grapat \| 0,35 pts. \| 15 x 21 cm. \| Soto \| sense dades \| 1945 \| 2? \| Fantasia, infantil \| \| Colección Azucena \| Quadern \| Grapat \| 0,60/0,75/1 pts. \| 16 x 22 cm. \| Varis \| Varis \| 1946-1948 \| 145 ? \| Primera edició \| \| Hazañas Bélicas \| Quadern \| Grapat \| 1,25 pts. \| 17 x 24 cm. \| Boixcar \| Boixcar \| 1948-1949 \| 29 \| Primera edició \| \| La Vuelta al Mundo de Dos Muchachos \| Quadern \| Grapat \| 1,25 pts. \| 17 x 24 cm. \| Boixcar \| Boixcar \| 1948 \| 24 \| còmic d'aventures \| \| Hazañas Bélicas \| Quadern \| Grapat \| \| 17 x 24 cm. \| Boixcar \| Boixcar \| 1936-1950 \| 321 \| Primera \| \| Rosas Blancas \| Quadern \| Grapat \| 1,50 /.../ 2 pts. \| 16 x 21 cm. \| Varis \| Varis \| 1958-1966 \| 381 \| Primera \| |         |               |                   |             |             |             |           |               |                        |
| Títol | Format  | Enquadernació | Preu              | Mides       | Dibuixant   | Guionista   | Anys      | Núm.Publicats | Notes                  |
| Mari Carmen | Quadern | Grapat        | 2 pts.            | 22 x 32 cm. | Varis       | Varis       | 1945      | 4 ?           | Còmic Femení           |
| El Matrimonio Cocovi o la pareja atribulada | Quadern | Grapat        | 2 pts.            | 24 x 17 cm. | sense dades | J. JUEZ     | 1945      | 1             | Còmic Femení, infantil |
| Moscón y Polilla | Quadern | Grapat        | 0,35 pts.         | 15 x 21 cm. | Soto        | sense dades | 1945      | 2?            | Fantasia, infantil     |
| Colección Azucena | Quadern | Grapat        | 0,60/0,75/1 pts.  | 16 x 22 cm. | Varis       | Varis       | 1946-1948 | 145 ?         | Primera edició         |
| Hazañas Bélicas | Quadern | Grapat        | 1,25 pts.         | 17 x 24 cm. | Boixcar     | Boixcar     | 1948-1949 | 29            | Primera edició         |
| La Vuelta al Mundo de Dos Muchachos | Quadern | Grapat        | 1,25 pts.         | 17 x 24 cm. | Boixcar     | Boixcar     | 1948      | 24            | còmic d'aventures      |
| Hazañas Bélicas | Quadern | Grapat        |                   | 17 x 24 cm. | Boixcar     | Boixcar     | 1936-1950 | 321           | Primera                |
| Rosas Blancas | Quadern | Grapat        | 1,50 /.../ 2 pts. | 16 x 21 cm. | Varis       | Varis       | 1958-1966 | 381           | Primera                |